# 標準礦物學
標準礦物學（英語：Normative mineralogy）是對岩石的化學成分計算出的理想礦物學科，根據定量化學分析及地球化學原理，導出一種岩石的理想礦物組合。
計算理想礦物組合的方法有兩種; 根據CIPW 範數或 Barth-Niggli 範數（也稱為陽離子範數）。

### 計算方法
首先，對岩石進行化學分析以確定元素成分。以氧化物（例如，MgO ）重量百分比表示。 然後，根據已知礦物結晶順序和岩石與礦物相的假設，並使用簡化的礦物公式，計算出岩石的標準礦物組合。 算出的標準礦物組合可用於評估熔體的二氧化矽飽和度。
因為計算方法是一種簡單計算，所以可以通過計算機程序來操作。

### CIPW範數
CIPW 範數是在 1900 年代初期由岩石學家 Cross、Iddings、Pirsson 和地球化學家 Washington 研發的。 CIPW 範數的計算是基於低壓無水熔體中得出的標準礦物組合，也簡化了自然界中常見的典型火成岩地球化學。並根據以下四個假設條件：
1. 岩漿在無水條件下結晶，因此不會形成含水礦物（角閃石、黑雲母）。
2. 鐵鎂礦物不含 Al2O3。
3. 所有鐵鎂礦物的 Fe/Mg 比率相同。
4. 有幾種礦物是不相容的，因此霞石和/或橄欖石不與石英共存。

用 CIPW 計算的主要好處是能確定隱晶質或斑狀火成岩的理想礦物。 其次，根據似長石的存在與否，評估熔體的二氧化矽飽和度。
岩石中的二氧化矽飽和度不僅根據二氧化矽含量而變，而且隨著熔體中各種鹼金屬和金屬物質的比例而變化。 因此，矽飽和共晶在不同種類的岩石是不同的，並且不容易估計，因此需要計算出岩石是否是飽和二氧化矽。
這種方法是按岩石中主要的陽離子，按模式比例，分配給二氧化矽陰離子，以形成理想礦物組合中的固溶體礦物。首先從計算最常見的非矽酸鹽礦物開始，把磷分配給磷灰石開始，氯和鈉分配給岩鹽，硫和 FeO 分配給黃鐵礦，FeO 和 Cr2O3 分配給鉻鐵礦，FeO 和等摩爾量的 TiO2 分配給鈦鐵礦，CaO 和 CO2 分配給方解石。 在其餘的化學成分中，二氧化矽分配給Al2O3、K2O形成正長石； 再分配二氧化矽給鈉、鋁和鉀形成鈉長石。依此類推，直到二氧化矽用盡（在這種情況下計算長石）或剩餘。若有剩餘則岩石含有石英。

### 標準礦物學和模態礦物學
標準礦物學是對岩石礦物成分的估計。 它通常與肉眼可觀察到的礦物成分不同，至少與礦物種類不同。特別是鐵鎂礦物和長石，它們有許多固溶體系列的礦物，也可能被具有相似 Fe 和 Mg 比例的礦物替代，例如，輝石被含水的角閃石和黑雲母取代。然而，在隱晶岩或具有斑晶的岩石中，標準礦物學的計算是了解岩石演化及其與該地區其他火成岩關係的最佳方法。